# British Home Championship 1920/21
Die British Home Championship 1920/21 war die 33. Auflage des im Round-Robin-System ausgetragenen Fußballwettbewerbs zwischen den vier britischen Nationalmannschaften von England, Irland (ab 1950/51 Nordirland), Schottland und Wales.
| Pl. | Nationalmannschaft | Sp. | S | U | N | Tore    | Punkte |
| --- | ------------------ | --- | - | - | - | ------- | ------ |
| 1.  | Schottland         | 3   | 3 | 0 | 0 | 007:100 | 06:0   |
| 2.  | Wales              | 3   | 1 | 1 | 1 | 003:300 | 03:30  |
| 3.  | England            | 3   | 1 | 1 | 1 | 002:300 | 03:30  |
| 4.  | Irland             | 3   | 0 | 0 | 3 | 001:600 | 0:60   |

|                                               |   |            |           |
| 23. Oktober 1920 in Sunderland (Roker Park)   |   |            |           |
| England                                       | – | Irland     | 2:0 (1:0) |
| 12. Februar 1921 in Aberdeen (Pittodrie Park) |   |            |           |
| Schottland                                    | – | Wales      | 2:1 (1:1) |
| 26. Februar 1921 in Belfast (Windsor Park)    |   |            |           |
| Irland                                        | – | Schottland | 0:2 (0:1) |
| 14. März 1921 in Cardiff (Ninian Park)        |   |            |           |
| Wales                                         | – | England    | 0:0       |
| 9. April 1921 in Glasgow (Hampden Park)       |   |            |           |
| Schottland                                    | – | England    | 3:0 (2:0) |
| 9. April 1921 in Swansea (Vetch Field)        |   |            |           |
| Wales                                         | – | Irland     | 2:1 (1:0) |